# دلال المصرية (فلم)
دلال المصرية هو فيلم مصري من إنتاج سنة 1970  مقتبس عن القصة العالمية (العبث) للكاتب ليو تولستوي. الفيلم من إخراج حسن الإمام، وتأليف نجيب محفوظ وحسن الإمام.

## قصة الفيلم
(اعطيات) فتاة يتيمة فقيرة تربت في أحد القصور تحت رعاية إحدى الثريات، وتعامل معاملة جيدة، إلا أن صاحبة القصر تقوم بطردها بعد اكتشافها فقدانها عذريتها، لكنها لاتدري أن (فؤاد بك) ابن أخيها هو المسئول. تعمل في أحد المصانع حيث تتعرف على زميلها (محمد) الذي يريد الزواج منها، لكن سوء أحوالهما المادية يحول دون ذلك فتعمل راقصة عند المعلمة (فاطمة الفللي)، وبعد سنوات تتهم في قضية قتل، ويكون(فؤاد بك) هو القاضي الذي ستحاكم أمامه، وتقع العديد من المفاجآت الأخرى.

## فريق العمل
- إخراج: حسن الإمام
- ترجمة القصة: نجيب محفوظ
- سيناريو وحوار: حسن الإمام و محمد مصطفي سامي
- إنتاج: مديحة يسري و المؤسسة المصرية للسينما
- أغاني الفيلم من ألحان عبدالعظيم محمد وكلمات صلاح أبوسالم وغناء هدى سلطان وسهير الباروني

## بطولة
- هدى سلطان
- ليلى فوزي
- صلاح قابيل
- حسين فهمي
- ماجدة الخطيب
- مديحة كامل
- سهير الباروني
- محمد شوقي
- حسين إسماعيل